# 余野川
余野川（よのがわ）は、大阪府北部を流域とする猪名川支流の川である。豊能郡豊能町から箕面市、池田市・兵庫県川西市を流れる。途中の流域には伏尾温泉などがある。

## 概要
猪名川支流の一級河川。兵庫県川西市・大阪府池田市にある五月山などと隣合わせの河川である。一級河川の出発点は豊能町余野であり、最終地点は猪名川中流部左岸である。年間雨量は昭和32年から51年の20箇所で1833mm。過去には昭和58年のゲリラ豪雨で浸水家屋3227戸が浸水している。
詳しくは余野川ダムを参照
かっては上流部の箕面市下止々呂美に治水・水質浄化などを目的とした「余野川ダム」が計画されていたが、2008年に事業中止が決定された。